# Aeroportul Regional North Texas
Aeroportul Regional North Texas (IATA: PNX, ICAO: KGYI, FAA LID: GYI) este un aeroport din Texas, Statele Unite ale Americii ce deservește zona Sherman⁠(d). Aeroportul a fost tranzitat în 2019 de 4 pasageri.
Situat la o altitudine de 228 m, aeroportul dispune de 2 piste.

## Infrastructură

### Piste
Aeroportul dispune de 2 piste. Pista 13/31 are suprafața de asfalt și dimensiunile 2.277 picioare × 60 picioare. Pista 17L/35R are dimensiunile 9.000 picioare × 150 picioare. 